# Elsie M. Kupfer
Elsie Mabel Kupfer (5 de septiembre de 1877 - 15 de mayo de 1974) fue una micóloga, botánica y profesora estadounidense.

## Biografía
En 1899, obtuvo la licenciatura en biología por la Universidad de Columbia, y en 1901, el M.Sc. Fue instructora en biología en la Wadleigh High School Annex.
En 1902, cuestionó la propuesta de clasificación de varias especies de los géneros Urnula y  Geopyxis , como se sugiere en una publicación de 1896 en el Discomycetes por el micólogo alemán Heinrich Rehm: ella considera la transferencia de Rehm al género Geopyxis de ilógico: 

"Incluso externamente el hongo no responde de cerca a la propia descripción de Rehm del género  Geopyxis  bajo el cual la coloca, pues la textura del apotecio se describe como carnoso, el talo, más corto y, a veces delgada, mientras que en esta especie, el carácter correosa de la copa y longitud y grosor del talo son sus características notables "

 Trabajando con la guía de Underwood, Kupfer comparó la estructura microscópica del himenio (el tejido esporífero fértil) de las especies tejanas con una serie de otras similares: Geopyxis carbonaria, Urnula craterium y Urnula terrestris (ahora conocida como  Podophacidium xanthomelum ). Ella llegó a la conclusión de que la especie tejana era tan disímil como para justificar su propio género, al que llamó Chorioactis .

## Algunas publicaciones
- henry b. Linville, edgar a. Bedford, martha f. Goddard, elsie m. Kupfer, lillian b. Sage, benj. c. Gruenberg. 1909. The practical use of biology. School Sci. and Mathematics 121-130 http://dx.doi.org/10.1111/j.1949-8594.1909.tb01383.x - 10.1111/j.1949-8594.1909.tb01383.x

- elsie m. Kupfer. 1903. Anatomy and physiology of Baccharis genistelloides. Contrib. New York Bot. Garden 47: 685-696
- La abreviatura «Kupfer» se emplea para indicar a Elsie M. Kupfer como autoridad en la descripción y clasificación científica de los vegetales.[5]